# IDVD
iDVD ist ein Computerprogramm zum einfachen Erstellen von DVDs und gehörte zum iLife-Paket von Apple. Mit iDVD können Filme oder Foto-Diashows erzeugt werden. Zahlreiche Themes (vorgefertigte Designs) werden mitgeliefert, die der Anwender nur leicht verändern kann. 
Das Programm war für Mac OS X erhältlich und im iLife-Paket enthalten (bis iLife 2011). Zum iLife-Paket gehörten weiterhin iMovie, iPhoto, iWeb und GarageBand.
Erst ab der Version 6.xx werden Brenner anderer Hersteller unterstützt. Alle vorherigen Versionen setzen ein originales Apple SuperDrive (oder ein kompatibles Gerät) voraus.
Das Programm ist nicht mehr im Mac App Store zu finden und wurde eingestellt.
Für die Entwicklung von iDVD übernahm Apple im Jahr 2000 das Unternehmen Astarte in Karlsruhe und das Entwicklerteam um Freddie Geier siedelte nach Kalifornien um.